# Schinderhannes
Schinderhannes è un film muto del 1928 diretto da Kurt Bernhardt, con protagonisti Hans Stüwe e Lissy Arna. Il regista avrebbe intrapreso in seguito una carriera di successo a Hollywood con il nome di Curtis Bernhardt.
Il film prende spunto dalla storia di Johannes Bückler (1779-1803), un noto brigante che, tra fine Settecento e i primissimi anni dell'Ottocento, agì con la sua banda nella zona del Reno, al confine con la Francia. Il titolo si riferisce al suo soprannome, Schinderhannes (Scorticatore), ovvero Hannes (da Johannes) e schinden (scorticare).
Il soggetto, tratto dal lavoro teatrale di Carl Zuckmayer che firmò anche la sceneggiatura del film, venne ripreso nel 1958 da Helmut Käutner. Il regista di Düsseldorf ne fece un remake interpretato da Curd Jürgens e Maria Schell che, in Italia, fu distribuito con il titolo Lo scorticatore.

## Produzione
Il film fu prodotto dalla Prometheus-Film-Verleih und Vertriebs-GmbH. Venne girato allo Jofa-Atelier di Johannisthal a Berlino.

## Distribuzione
Distribuito dalla Prometheus-Film-Verleih und Vertriebs-GmbH, uscì nelle sale cinematografiche tedesche il 1º febbraio 1928.